# فینال جام یوفا ۱۹۷۵
فینال جام یوفا ۱۹۷۵، رقابت پایانی جام یوفا در سال ۱۹۷۵ میلادی است که مابین دو تیم باشگاه فوتبال بروسیا مونشن‌گلادباخ و باشگاه فوتبال توئنته برگزار شده‌است.
این مسابقه که در تاریخ‌های ۷ مه ۱۹۷۵ و ۲۱ مه ۱۹۷۵ انجام شده‌است در مجموع با نتیجه ۵ بر ۱ به سود باشگاه فوتبال بروسیا مونشن‌گلادباخ به پایان رسید.